# Life Goes On (album)
Pour les articles homonymes, voir Life Goes On.
Albums de Fire at Will
Hoping for the Best...Expecting the Worst
Life Goes On est le deuxième album du groupe Fire at Will. Cet album est sorti le 14 avril 2016 sur les plateformes digitales et en CD et le 14 septembre 2016 en disque vinyle et sur le label Krod Records en Europe, et sur le label Chorus of One Records aux États-Unis. L'album a été enregistré au Studio Useless Pride à Toulouse, en France, par Laurent Bringer. Cet album a été également distribué au Japon le 4 avril 2017 par le label Far Channel Records.

## Titres
Toutes les paroles des chansons sont écrites par Quentin Rettig.

### Face A
1. Life Goes On - 3:02
2. Siren Song - 2:11
3. A Promise Is a Debt - 3:06
4. Walk the Line - 2:24
5. Insert Coins - 2:34

### Face B
1. Nice Guys Finish Last - 3:35
2. Light In, Light Out - 3:07
3. Don't Take it For Granted - 2:24
4. Holding Hands - 3:44
5. Unknown Chapter - 4:14

## Musiciens
- Quentin Rettig : chant
- Mathieu Agest : guitare
- Antoine Lanau : basse
- Bastien Souyeux : batterie